# María José Camps Orfila
María José Camps Orfila (Maó, 1975) és una advocada i política balear, diputada al Parlament de les Illes Balears en la VI i IX legislatures.
Llicenciada en dret i màster en gestió de conflictes. Treballa com a advocada i mitjancera familiar, i és afiliada al PSIB-PSOE. En 2003 va substituir Àngela Caulés Fuentes, elegida diputada a les eleccions al Parlament de les Illes Balears de 2003 quan fou nomenada membre del Consell Insular de Menorca. Fou escollida novament diputada com a cap de llista del PSIB-PSOE per Menorca a les eleccions al Parlament de les Illes Balears de 2015. És membre de la Diputació Permanent del Parlament Balear.